# Кубок Швейцарії з футболу 1937—1938
13-й розіграш Кубка Швейцарії, що проводився з 29 серпня 1937 по 19 червня 1938 року. Переможцем став клуб «Грассгоппер», вшосте у своїй історії.

## 1/32 фіналу
| Команда 1           | Рахунок    | Команда 2           |
| ------------------- | ---------- | ------------------- |
| 03.10.1937, 14:30   |            |                     |
| Альтштеттен Цюріх   | 2:0        | Тесс                |
| Беллінцона          | 1:0        | Луганезі            |
| Блек Старз (Базель) | 1:6        | Аарау               |
| Брайте Базель       | 2:10       | Базель              |
| Кантональ Невшатель | 2:3        | Біль-Б'єнн          |
| Чур                 | 2:1        | Лахен               |
| Конкордія Базель    | 0:2        | Нордштерн Базель    |
| Фрібур              | 3:2        | Ельветія Берн       |
| Грассгоппер         | 6:1        | Баден               |
| Гренхен             | 4:2        | Золотурн            |
| Кіккерс Люцерн      | 1:3        | Ювентус Цюрих       |
| Кройцлінген         | 3:1        | Брюль Санкт-Галлен  |
| Ла Шо-де-Фон        | 1:0        | Конкордія Івердон   |
| Лозанна-Спорт       | 4:1        | Сьєр                |
| Lugano              | 8:0        | К'яссо              |
| Люцерн              | 3:0        | Локарно             |
| Монте               | 5:3        | Монтро-Спортс       |
| Нідау               | 1:4        | Б'єнн-Бужан         |
| Ерлікон Цюрих       | 1:0        | Цюрих               |
| Ольтен              | 2:1        | Дерендінгер         |
| Поррентруй          | 2:1 (д.ч)  | Олд Бойз            |
| Рененз              | 1:2        | Уранія Женева Спорт |
| Санкт-Галлен        | 3:2        | Вінтертур           |
| Шаффгаузен          | 3:2 (д.ч.) | Тессфельд           |
| Серветт Женева      | 3:0        | Дополоваро Женева   |
| Трамелан            | 6:3        | Кантональ Невшатель |
| Веве Спортс 05      | 7:2        | Стад Лозанна        |
| Янг Бойз            | 2:1        | Берн                |
| Янг Фелловз Цюрих   | 5:1        | Блю Старз Цюрих     |
| Цофінген            | 3:2        | Шененверд           |
| Цуг                 | 3:1        | Волен               |
| Форвард Морґес      | 0:0 (д.ч)  | Расінг Лозанна      |

### Перегравання
| Команда 1        | Рахунок | Команда 2      |
| ---------------- | ------- | -------------- |
| ?.10.1937, 14:30 |         |                |
| Расінг Лозанна   | 0:3     | Форвард Морґес |

## 1/16 фіналу
| Команда 1           | Рахунок | Команда 2         |
| ------------------- | ------- | ----------------- |
| 07.11.1937, 14:30   |         |                   |
| Аарау               | 2:0     | Ольтен            |
| Базель              | 5:1     | Беллінцона        |
| Біль-Б'єнн          | 1:2     | Гренхен           |
| Чур                 | 0:2     | Шаффгаузен        |
| Форвард Морґес      | 1:2     | Серветт Женева    |
| Грассгоппер         | 2:0     | Кройцлінген       |
| Ювентус Цюрих       | 2:5     | Санкт-Галлен      |
| Нордштерн Базель    | 0:1     | Люцерн            |
| Поррентруй          | 1:0     | Фрібур            |
| Трамелан            | 1:2     | Ла Шо-де-Фон      |
| Уранія Женева Спорт | 0:2     | Лозанна-Спорт     |
| Веве Спортс 05      | 1:0     | Монте             |
| Янг Бойз            | 2:1     | Б’єнн-Бужан       |
| Янг Фелловз Цюрих   | 5:0     | Ерлікон Цюрих     |
| Цофінген            | 2:5     | Лугано            |
| Цуг                 | 1:0     | Альтштеттен Цюріх |

## 1/8 фіналу
| Команда 1         | Рахунок   | Команда 2      |
| ----------------- | --------- | -------------- |
| 06.12.1936, 14:30 |           |                |
| Грассгоппер       | 1:0       | Базель         |
| Гренхен           | 4:1       | Поррентруй     |
| Ла Шо-де-Фон      | 2:1       | Янг Бойз       |
| Лугано            | 2:0       | Люцерн         |
| Санкт-Галлен      | 7:4 (д.ч) | Цуг            |
| Серветт Женева    | 6:0       | Аарау          |
| Янг Фелловз Цюрих | 3:2       | Шаффгаузен     |
| Лозанна-Спорт     | 1:1 (д.ч) | Веве Спортс 05 |

### Перегравання
| Команда 1         | Рахунок | Команда 2     |
| ----------------- | ------- | ------------- |
| 02.01.1938, 14:30 |         |               |
| Веве Спортс 05    | 1:5     | Лозанна-Спорт |

## Чвертьфінали
| Команда 1         | Рахунок | Команда 2     |
| ----------------- | ------- | ------------- |
| 13.02.1938, 14:30 |         |               |
| Ла Шо-де-Фон      | 1:2     | Грассгоппер   |
| Лугано            | 2:0     | Лозанна-Спорт |
| Серветт Женева    | 2:1     | Гренхен       |
| Янг Фелловз Цюрих | 7:2     | Санкт-Галлен  |

## Півфінали
| Команда 1         | Рахунок   | Команда 2   |
| ----------------- | --------- | ----------- |
| 05.03.1938, 14:30 |           |             |
| Янг Фелловз Цюрих | 1:4.      | Грассгоппер |
| Серветт Женева    | 5:4 (д.ч) | Лугано      |

| 6 березня |

| «Янг Фелловз Цюрих» | 1:4        | «Грассгоппер»                           |
| ------------------- | ---------- | --------------------------------------- |
| 88' Деріаз          | (протокол) | 34' 67' Рупф 74' Біккель 78' М.Абегглен |

| «Летцигрунд», Цюрих Глядачів: 9000 Арбітр: Альберт Ферер (Базель) |

- Янг Фелловз: Фе, Ніффелер, Відмер, Каес, Совен, Мюллер, Дібольд, Палі, Кільгольц, Бусенарт, Деріаз.
- Грассгоппер: Губер, Мінеллі, А. Леманн, Шпрінгер, Вернаті, Раух, Фогель, Рупф, Біккель, Макс Абегглен, Крімсер.

| 6 березня |

| «Серветт»                                                 | 5-4        | «Лугано»                             |
| --------------------------------------------------------- | ---------- | ------------------------------------ |
| 17' 50' Ж.Ебі 39' Таннер 95' Беллі 110' (пен.) А.Абегглен | (протокол) | 55' Амадо 70' Бозоні 75' 9' Андреолі |

| «Ванкдорф», Берн Глядачів: 7000 Арбітр: Альфред Шпенглер (Ерленбах) |

- Серветт: Фойц, Венгер, Марат, Гіншар, Андре Абегглен, Лерчер, Таннер, Бушо, Беллі, Валашек, Ж.Ебі.
- Лугано: Біццодзеро, Ортеллі, Бассі, Цалі, Андреолі, Джилардоні, Певереллі, Грассі, Амадо, Бозоні, Шотт.

## Фінал
Фінальний матч був зіграний 18 квітня 1938 на стадіоні «Ванкдорф» у Берні і закінчився внічию. Перегравання відбулось 19 червня там само.
| Команда 1         | Рахунок   | Команда 2 |
| ----------------- | --------- | --------- |
| 18.04.1938, 15:30 |           |           |
| Грассгоппер       | 2:2 (д.ч) | Серветт   |

| 18 квітня |

| «Грассгоппер»            | 2:2        | «Серветт»                        |
| ------------------------ | ---------- | -------------------------------- |
| 6' Біккель 42' Артімович | (протокол) | 31' Венгер 76' (пен.) А.Абегглен |

| «Ванкдорф», Берн Глядачів: 18000 Арбітр: Карл Вундерлін (Базель) |

- Грассгоппер: Віллі Губер, Вальтер Вайлер II, Северіно Мінеллі, Оскар Раух, Сіріо Вернаті, Германн Шпрінгер, Гайнріх Крісмер, Макс Абегглен, Йозеф Артімович, Ойген Рупф, Альфред Біккель. Тренер: Карл Раппан
- Серветт: Роже Фойц, Ернст Лерчер, Леопольд Марат, Макс Освальд, Пауль Венгер, Альбер Гіншар, Жорж Ебі, Андре Абегглен, Андре Беллі, Ежен Валашек, Вальтер Таннер. Тренер: Андре Абегглен
- Бокові судді: Ганс Вютріх і Ойген Шерц

## Перегравання фіналу
| Команда 1         | Рахунок | Команда 2 |
| ----------------- | ------- | --------- |
| 19.06.1938, 15:30 |         |           |
| Грассгоппер       | 5:1     | Серветт   |

|  |

| «Грассгоппер»                            | 5:1        | «Серветт»   |
| ---------------------------------------- | ---------- | ----------- |
| 2' Артімович 19' 68' 81' Фогель 56' Рупф | (протокол) | 41' Валашек |

| «Ванкдорф», Берн Глядачів: 16000 Арбітр: Ернест Меєр (Лозанна) |

- Грассгоппер: Віллі Губер, Северіно Мінеллі, Август Леманн, Германн Шпрінгер, Сіріо Вернаті, Оскар Раух, Альфред Біккель, Ойген Рупф, Йозеф Артімович, Макс Фогель, Гайнріх Крісмер. Тренер: Карл Раппан
- Серветт: Роже Фойц, Леопольд Марат, Ернст Лерчер, Альбер Гіншар, Пауль Венгер, Макс Освальд, Роже Бушо, Андре Абегглен, Ежен Валашек, Андре Беллі, Жорж Ебі. Тренер: Андре Абегглен